# Ekstensive grønne tage
Ekstensive grønne tage (sedumtage) er en underkategori indenfor grønne tage, som anvender levende planter i den øverste del af sin tagflade. Det adskiller sig fra de andre kategorier ved, at have et lavt vedligeholdelses niveau og en relativ lav vegetation, som typisk ikke er højere end 150 mm. Desuden er taget ikke designet til at man færdes på det.
De andre underkategorier er semi-intensive grønne tage og intensive grønne tage.

## Vegetation
Ved etableringen af et ekstensivt grønt tag, dannes der et tykt lag af beplantning. Der benyttes ofte sedumarter, mosser, urter og forskellige typer græsser. Disse planter medfører bedre klimaforhold i det omkringliggende område, da de både kan holde på varmen i de kølige måneder, ved at absorbere fugt, men bidrager også til en kølende effekt i de varme måneder.

## Vandhåndtering
Taget kan reducere afledningen af vand til kloaksystemet, ved at benytte planter der optager en del af vandet.

## Biodiversitet
Ekstensive grønne tage er æstetisk tiltalende, og skaber levesteder for levende organismer, fx fugle og insekter.

## Eksempler
- 8-tallet